# 中妻村 (福島県)
中妻村（なかつまむら）は福島県田村郡にかつて存在した村である。

## 地理
- 現在の三春町の南西部、現在の郡山市の東部に位置する。
- 村域は阿武隈高地に位置し、山がちな地形である。

## 歴史

### 村域の変遷
- 1889年（明治22年）4月1日 - 町村制施行により、鷹巣村・斉藤村・西方村・沼沢村・蒲倉村・荒井村が合併し田村郡中妻村が発足。
- 1955年（昭和30年）
  - 4月1日 - 中妻村は三春町、沢石村、要田村、御木沢村、中郷村が合併し三春町が発足。中妻村は消滅。
  - 11月1日 - 旧中妻村の一部（蒲倉・荒井）は郡山市に編入。

変遷表
| 1868年 以前 | 1868年 以前 | 明治22年 4月1日 | 昭和30年 | 昭和30年      | 現在   |
| 1868年 以前 | 1868年 以前 | 明治22年 4月1日 | 4月1日   | 11月1日       | 現在   |
| ----------- | ----------- | --------------- | -------- | ------------- | ------ |
|             | 鷹巣村      | 中妻村          | 三春町   | 三春町        | 三春町 |
|             | 斉藤村      | 中妻村          | 三春町   | 三春町        | 三春町 |
|             | 西方村      | 中妻村          | 三春町   | 三春町        | 三春町 |
|             | 沼沢村      | 中妻村          | 三春町   | 三春町        | 三春町 |
|             | 蒲倉村      | 中妻村          | 三春町   | 郡山市 に編入 | 郡山市 |
|             | 荒井村      | 中妻村          | 三春町   | 郡山市 に編入 | 郡山市 |

## 大字
- 鷹巣（たかのす）
- 斉藤（さいとう）
- 西方（にしかた）
- 沼沢（ぬまのさわ）
- 蒲倉（かばくら）
- 荒井（あらい）

## 人口・世帯

### 人口
総数 [単位： 人]
| 1889年（明治22年） | 2,001 |
| 1920年（大正 9年） | 2,223 |
| 1947年（昭和22年） | 2,587 |

### 世帯
総数 [単位： 世帯]
| 1920年（大正 9年） | 363 |
| 1947年（昭和22年） | 411 |